# Kątki (województwo warmińsko-mazurskie)
Kątki (niem. Klein Kanten) – osada w Polsce położona na Pojezierzu Iławskim w województwie warmińsko-mazurskim, w powiecie iławskim, w gminie Zalewo.
W latach 1975–1998 miejscowość administracyjnie należała do województwa olsztyńskiego.
W roku 1973 jako osada Kątki należały do powiatu morąskiego, gmina Zalewo, poczta Janiki Wielkie.
Obecnie w miejscowości nie ma zabudowy.